# 신태인도서관
신태인도서관은 전북특별자치도 정읍시 신태인읍 신태인리 소재의 시립 도서관이다.

## 연혁
- 1995. 11. 18. 정읍시립 신태인도서관 기공
- 1997. 10. 09. 정읍시립 신태인도서관 개관

## 시설현황
- 지상1층: 대출실, 사무실, 관리실, 휴게실, 폐가실
- 지상2층: 열람실, 교양교실, 정보활용방, 휴게실

## 이용 안내
이용 시간
- 어린이실 09:00 ~ 17:30
- 종합자료실 09:00 ~ 22:00
- 디지털자료실 09:00 ~ 22:00
- 열람실 08:00 ~ 24:00

휴관일
- 정기휴관일: 법정 공휴일(추석,설날 등)
- 임시휴관일: 장서점검, 관장이 필요하다고 인정하는 경우